# Tero Lehterä
Tero Lehterä (* 21. dubna 1972, Espoo) je bývalý finský lední hokejista, útočník. S finskou reprezentací se stal mistrem světa v roce 1995 (historický první finský titul) a získal s ní bronzovou medaili na olympijských hrách v Lillehammeru roku 1994. Za národní tým odehrál 56 utkání. Finskou nejvyšší soutěž hrál za Kiekko-Espoo, Jokerit Helsinky, Tappara Tampere, Espoo Blues a Hämeenlinnan Pallokerho. S Jokeritem se stal dvakrát mistrem Finska (1996, 1997). V roce 1994 získal Trofej Raimo Kilpiöna pro nejslušnějšího hráče finské ligy. Zahrál si i nejvyšší soutěž švédskou (Malmö IF), ruskou (Neftěchimik Nižněkamsk), švýcarskou (EHC Basel, HC Ambrì-Piotta), německou (Füchse Duisburg) a dánskou (Odense Bulldogs). Strávil též sezónu v zámořské International Hockey League, v dresu Fort Wayne Komets. Do NHL byl roku 1994 draftován Floridou Panthers, ale nikdy si ji nezahrál. V roce 2009 byl uveden do finské hokejové síně slávy (jako 195. člen). Po skončení hráčské kariéry se stal trenérem, ve Finsku vedl Espoo Blues a SaiPa Lappeenranta, na Slovensku Duklu Trenčín, ve Švédsku Västerås IK a Östersunds IK. Jeho synovec Jori Lehterä je rovněž úspěšným hokejistou.